# Тврђава (филм)
Тврђава (енгл. Fortress) амерички је научнофантастични филм из 1992. године, који је режирао Стјуарт Гордон, по сценарију Трој Нејборса и Стивен Фајнберга.
У будућности, када је једно дете по породици правило, пар изгуби малог сина и покуша да добије друго илегално, али бивају ухваћени и послати у затвор из којег је бекство немогуће.

## Радња
У будућности, у циљу борбе против пренасељености, свакој породици је дозвољено да има само једно дете у САД. Године 2017. бивши војни официр Џон Хенри Бреник и његова супруга Карен покушавају да пређу канадско-америчку границу у Ванкувер како би родили своје друго дете. Њихово прво дете је умрло и пар нема право на друго дете. Карен крије своју трудноћу испод панцира како би избегла скенере на граници. Међутим, граничар примећује прслук и диже узбуну.
Бреник је заробљен и осуђен на 31 годину затвора у Тврђави, приватном затвору са максималним обезбеђењем који води Мен-Тел Цорпоратион. Тврђава се налази под земљом, затвореници раде бесплатно на изградњи нових нивоа затвора. Да би се одржала дисциплина, свим затвореницима се дају имплантати који, по команди директора Пуиеа, изазивају јак бол или експлодирају, убивши корисника. Компјутер Зед-10 надгледа затвор преко надзорних камера. У коморама нема зидова, али је кретање ограничено ласерским зрацима.
Џон је смештен у ћелију у којој се већ налази Ди-Деј, провалник-рушилац; млади криминалац Нино Гомез; и Стигс, који покушава да силује Џона. Бранећи се од узнемиравања, Џон започиње тучу. Одведен је у Пује, који открива да је Карен такође ухваћена и да је задржана на горњем нивоу. Када се породи, дете ће постати власништво Мен-Тела и биће одузето.
Стигс има пријатеља, Медокса, који више пута застрашује Џона да одустане од идеје да упозна своју жену. Боре се, али Џон осваја поштовање међу затвореницима. Пуие даје наређење да се убије Маддок, и да се муче остали затвореници. Џон примећује да је Маддоксов имплант испао из његовог тела и кришом га узима и даје Ди-Деју. Пуие затим неколико дана мучи Џона, емитујући снове у његов мозак у којима Карен пролази кроз разне патње. Као резултат тога, Џон пада у кататонију. Пу, док прегледа те снове, заљубљује се у Карен и обећава јој да ће ослободити Џона ако Карен постане његова љубавница.
Карен пристаје и почиње да живи са Пује, која има слугу Абрахама. Управник враћа Џона у ћелију, где се о њему брину остали затвореници. Једног дана, Карен открива да је Пуие киборг, а заплењена деца се такође претварају у киборге. Четири месеца касније, Карен користи предност Пујеове опијености да би добила приступ рачунару. Она проналази начин да контактира Џона кроз заштитну куполу и то онесвести Џона.
Абрахам, коме је обећано превремено пуштање на слободу, одвраћа Џона и Карен од било каквог покушаја да не послушају наређења директора. Али Карен га убеђује да је обећање лаж. Она краде сочиво са холографском мапом Тврђаве, коју Абрахам даје Џону како би могао да испланира свој бекство из затвора. У међувремену, Дее-Даи раставља имплантат и користи магнет који је уграђен у њега да извуче имплантате из сустанара.
Током следеће радне смене, Џонов тим поставља имплантате у цевовод који води ка површини. Затвореници организирају тучу, присиљавајући Зед-10 да детонира њихове уклоњене импланте. Они беже кроз рупу у цевоводу, али Зед-10 испушта врућу пару и киборге наоружане бацачима пламена и митраљезима. Гомез ослепи за пар. Стигс се предаје и упуцан, али остатак групе убија једног киборга, краде му оружје и користи га да уништи остале киборге.
Зед-10 показује Пујеу да је то резултат његовог немара и уклања га из управљања затвором. Пује схвата да га је Абрахам издао и дави га. Карен је одведена на операцију где ће њена беба бити извађена фаталним царским резом да би се претворила у киборга.
Џон и његова група одлазе до Пуиеовог стана, где га узимају за таоца. Али Зед-10 игнорише Пуиеова наређења и убија га. Ди-Деј се инфилтрира у контролну собу, где инфицира Зед-10 вирусом који му је конфискован пре затварања. У последњем тренутку пре него што се вирус активира, киборг упада у собу и пуца на Ди-Деја. Другови убијају киборга и Дан Д успева да притисне дугме за активацију. Куле и киборзи пропадају, ласерске ограде се пале и затвореници масовно беже из Тврђаве.
Џон и Гомез спасавају Карен, краду камион и беже у Мексико. Након преласка границе, бегунци се заустављају у напуштеној штали. Али Зед-10 преузима контролу над камионом и разбија Гомеза. Џон пуца у камион и Карен рађа бебу.